# Comuna Lipnic, Ocnița
Comuna Lipnic este o comună din raionul Ocnița, Republica Moldova. Este formată din satele Lipnic (sat-reședință) și Paustova.
Comuna are o suprafață totală de 32,37 kilometri pătrați, fiind cuprinsă într-un perimetru de 35,75 km. Suprafața totală a localităților din cadrul comunei alcătuiește aproximativ 5,83 kilometri pătrați.

## Demografie
Conform datelor recensământului din 2014, comuna are o populație de 3.271 de locuitori. La recensământul din 2004 erau 3.602 locuitori.
În comuna Lipnic au fost înregistrate 1.481 de gospodării casnice în anul 2004. Membrii acestor gospodării alcătuiau 3.602 de persoane, iar mărimea medie a unei gospodării era de 2,4 persoane. La nivelul comunei, gospodăriile casnice erau distribuite, în dependență de numărul de persoane ce le alcătuiesc, asfel: 33,29% - 1 persoană, 25,86% - 2 persoane, 18,10% - 3 persoane, 14,25% - 4 persoane, 5,87% - 5 persoane, 2,63% - 6 și mai multe persoane.

## Administrație și politică
Componența Consiliului local Lipnic (13 consilieri), ales la 5 noiembrie 2023, este următoarea:
|  | Partid                                        | Consilieri | Componență | Componență | Componență | Componență | Componență | Componență |
|  | --------------------------------------------- | ---------- | ---------- | ---------- | ---------- | ---------- | ---------- | ---------- |
|  | Partidul Socialiștilor din Republica Moldova  | 6          |            |            |            |            |            |            |
|  | Partidul Dezvoltării și Consolidării Moldovei | 2          |            |            |            |            |            |            |
|  | Liga Orașelor și Comunelor                    | 2          |            |            |            |            |            |            |
|  | Candidat independent BORIS CUȘNIR             | 1          |            |            |            |            |            |            |
|  | Partidul Social Democrat European             | 1          |            |            |            |            |            |            |
|  | Partidul Comuniștilor din Republica Moldova   | 1          |            |            |            |            |            |            |